# Cala (ruisseau)
Pour les articles homonymes, voir Cala.
La Cala est un petit ruisseau de Belgique, dans le Brabant wallon, affluent de la Dyle, donc sous-affluent de l'Escaut par le Rupel. 
La vallée de la Cala contient un site de grand intérêt biologique.

## Géographie
Il prend sa source dans l'entité de Genappe, à proximité de la chaussée de Bruxelles (N5), à hauteur du restaurant « chez Georges ». Elle traverse ensuite des étangs de pêche pour se faufiler par Glabais, le golf de l’Empereur, le Sclage et Noirhat où elle rejoint la Dyle, après un parcours d’environ 8 km. 